# Danh sách nhân vật trong Mermaid Melody Pichi Pichi Pitch
Sau đây là danh sách các nhân vật trong bộ manga và anime Mermaid Melody Pichi Pichi Pitch. Chúng được phân nhóm theo vai trò của chúng trong bộ truyện. Bất cứ khi nào có thể, cách viết tên được lấy từ bản dịch tiếng Anh của manga Pichi Pichi Pitch Mặt khác, cách viết dựa trên cách viết được sử dụng trên bộ truyện chính thức.

## Nhân vật chính
Lucia Nanami (七海 るちあ Nanami Ruchia)
Lồng tiếng bởi: Asumi Nakada

Hanon Hosho (宝生 波音 Hōshō Hanon)
Lồng tiếng bởi: Hitomi Terakado

Rina Toin (洞院 リナ Tōin Rina)
Lồng tiếng bởi: Mayumi Asano

## Nhân vật phụ
Kaito Domoto (堂本 海斗 Dōmoto Kaito)
Lồng tiếng bởi: Daisuke Kishio

Hippo (ヒッポ Hippo)
Lồng tiếng bởi: Miyako Ito

Nikora Nanami (七海 にこら Nanami Nikora)
Lồng tiếng bởi: Eri Saito

Madame Taki (タキさん Taki-san)
Lồng tiếng bởi: Kumi Yamakado

Tarō Mitsuki (海月 太郎 Mitsuki Tarō)
Lồng tiếng bởi: Daisuke Kirii

### Thế giới dưới biển
Caren (かれん Karen)
Lồng tiếng bởi: Ema Kogure

Noel (ノエル Noeru)
Lồng tiếng bởi: Ryoko Nagata

Coco (ココ Koko)
Lồng tiếng bởi: Satomi Arai

Aqua Regina (アクア・レジーナ様 Akua Rejīna-sama)
Lồng tiếng bởi: Kumi Yamakado

Seira (星羅 Seira)
Lồng tiếng bởi: Eri Kitamura

### Thế giới loài người
Michal Amagi (天城みかる Amagi Mikaru)
Lồng tiếng bởi: Ryoko Shintani

Rihito Amagi (天城リヒト Amagi Rihito)
Lồng tiếng bởi: Takahiro Mizushima

Masahiro Hamasaki (浜崎雅弘 Hamasaki Masahiro)
Lồng tiếng bởi: Kiyotaka Furushima

Nagisa Shirai (白井 渚 Shirai Nagisa)
Lồng tiếng bởi: Chihiro Kusaka